# بخش فلورانس (شهرستان ویلیامز، اوهایو)
بخش فلورانس (به انگلیسی: Florence Township) یک منطقهٔ مسکونی در ایالات متحده آمریکا است که در شهرستان ویلیامز، اوهایو واقع شده است. بخش فلورانس ۱۱۱٫۴ کیلومتر مربع مساحت و ۲٬۱۱۵ نفر جمعیت دارد و ۲۷۲ متر بالاتر از سطح دریا واقع شده است.